# Puji Dadi
Puji Dadi is een bestuurslaag in het regentschap Binjai van de provincie Noord-Sumatra, Indonesië. Puji Dadi telt 6216 inwoners (volkstelling 2010).